# Vilares (Trancoso)
Vilares ist ein Ort und eine ehemalige Gemeinde (Freguesia) im portugiesischen Kreis Trancoso. Die Gemeinde hatte 206 Einwohner (Stand 30. Juni 2011).
Am 29. September 2013 wurden die Gemeinden Vilares und Carnicães zur neuen Gemeinde União das Freguesias de Vilares e Carnicães zusammengeschlossen. Vilares ist Sitz dieser neu gebildeten Gemeinde.